# Мелитон (Карас)
Митрополи́т Мелито́н (греч. Μητροπολίτης Μελίτων, в миру Дими́триос Кара́с, греч. Δημήτριος Καράς; род. 14 марта 1951, Тепекёй, Чанаккале) — епископ Константинопольской православной церкви; с 1990 года — митрополит Филадельфийский, ипертим и экзарх Лидии и проэдр Венецианский.

## Биография
Родился 14 мартя 1951 года в деревне Агридия на острове Имврос в Турции. Его крестным отцом стал будущий патриарх Константинопольский Варфоломей (Арходонис). Начальное образование получил на родном острове.
Начал обучение в Богословской школе на острове Халки, но, в связи с закрытием семинарии, в 1974 году диплом получал уже на богословском факультете Фессалоникийского университета.
Принял монашество с именем Мелитон, и 4 августа 1974 года митрополитом Халкидонским Мелитоном (Хадзисом) был рукоположен в сан диакона и в том же году назначен гипограмматеем (помощником секретаря) Священного Синода Константинопольского патриархата.
В 1986 году защитил докторскую диссертацию на богословском факультете Университета Аристотеля в Салониках.
В 1987 году назначен старшим секретарём (архиграмматевсом) Священного Синода Константинопольского патриархата и 25 декабря 1987 года, патриархом Константинопольским Димитрием рукоположён во пресвитеры.
2 октября 1990 года избран, а 28 октября в патриаршем Георгиевском соборе на Фанаре рукоположен в сан титулярного епископа Филадельфийского (Филадельфии Лидийской, ныне Алашехир) с возведением в достоинство митрополита Филадельфийского, ипертима и экзарха Лидийского и проэдра Венецианского.
В 2005 году ушёл в отставку с поста страшего секретаря Синода и был назначен координатором секретариатов Патриархата.
В феврале 2008 года был уволен с должности секретаря Священного Синода в ходе массовой кадровой чистки.